# Дзыгута
Дзыгута или Дзигута (абх. Ӡыхәҭа, груз. ძიგუთა) —  село в Абхазии, в Сухумском районе частично признанной Республики Абхазии  у северо-восточной окраины города Сухум.

## Население
По данным 1959 года в селе Дзигута (Дзыгута) жило 720 человек, в основном грузины (в Беслетском сельсовете в целом — 7810 человек, также в основном грузины, кроме села Ахалсопели на востоке, где преобладали армяне); Келасурского сельсовета в целом — 2107 человек, также в основном грузины, кроме села Бырджа на севере, где преобладали греки).
В 1989 году в селе Дзигута (Дзыгута) проживал 881 человек, также в основном грузины, кроме села Ахалсопели на востоке, где преобладали армяне).
По данным переписи 2011 года численность населения сельского поселения (сельской администрации) Дзыгута составила 1036 жителей, из них 62,3 % — армяне (645 человек), 17,7 % — абхазы (183 человек), 6,4 % — русские (66 человек), 6,3 % — грузины (65 человек), 4,9 % — греки (51 человек), 0,5 % — украинцы (5 человек), 2,0 % — другие (21 человек).

## Администрация
Сельской администрации Дзыгута подчинены соседние сёла:
- Дзыгута (Дзигута) — 881 чел. (1989 г., в основном грузины, а также армяне)[7]
- Ахалисопели (Ахали Сопели) — 864 чел. (1989 г., в основном армяне)[7] — на востоке, у берега реки Кяласур
- Володарское (Володаровка) — 453 чел. (1989 г., в основном грузины)[7] — к западу от Дзыгуты
- Абгыдзара (Келасури) — 254 чел. (1989 г., в основном грузины, а также армяне)[7] — к северо-востоку от Дзыгуты
- Чабларха (Линда) — 276 чел. (1989 г., в основном грузины)[7] — к северо-востоку от Дзыгуты и северу от Абгыдзары (Келасури)
- Акапа — 340 чел. (1989 г., в основном грузины)[7] — к северу от Чаблархи (Линды) и Абгыдзары (Келасури), у берега реки Кяласур
- Алакумхара (Лекухона) — 390 чел. (1989 г., в основном грузины)[7] — к северу от Акапы, у берега реки Кяласур
- Гуалдза (Павловское) — 763 чел. (1989 г., в основном греки, а также грузины)[7] — к северу от Акапы и к северо-западу от Алакумхары (Лекухоны)
- Бырджа — 130 чел. (1989 г., в основном греки)[7] — к северу от Алакумхары (Лекухоны)
- Алан (Петровское) — 14 чел. (1989 г., в основном греки)[7] — к северу от Бырджи